# سایمون بی. کاناور
سایمون بی. کاناور (به انگلیسی: Simon B. Conover) سناتور سابق عضو حزب جمهوری‌خواه ایالات متحده آمریکا بود. وی در سال ۱۸۷۳ تا ۱۸۷۹ میلادی سناتور ایالت فلوریدا در سنای ایالات متحده آمریکا بود.